# PGC 9101
LEDA/PGC 9101 ist eine aktive Balken-Spiralgalaxie vom Hubble-Typ SB im Sternbild Andromeda am Nordsternhimmel. Sie ist schätzungsweise 588 Millionen Lichtjahre von der Milchstraße entfernt und hat einen Durchmesser von etwa 160.000 Lichtjahren.
Im selben Himmelsareal befindet sich u. a. die Galaxien NGC 891, NGC 906, PGC 9108, PGC 2194768.